# نامان برهمن
نامان برهمن (به انگلیسی: Brahman Naman) فیلمی هندی محصول سال ۲۰۱۶ و به کارگردانی کوشیگ موکرجی است. در این فیلم بازیگرانی همچون شاشانک آرورا، تانمی دانانیا، چایتانیا وارد، سید مالیا، دنزل اسمیت و بیسوا کالیان راث ایفای نقش کرده‌اند.